# Donau-Iller-Lech-Platte

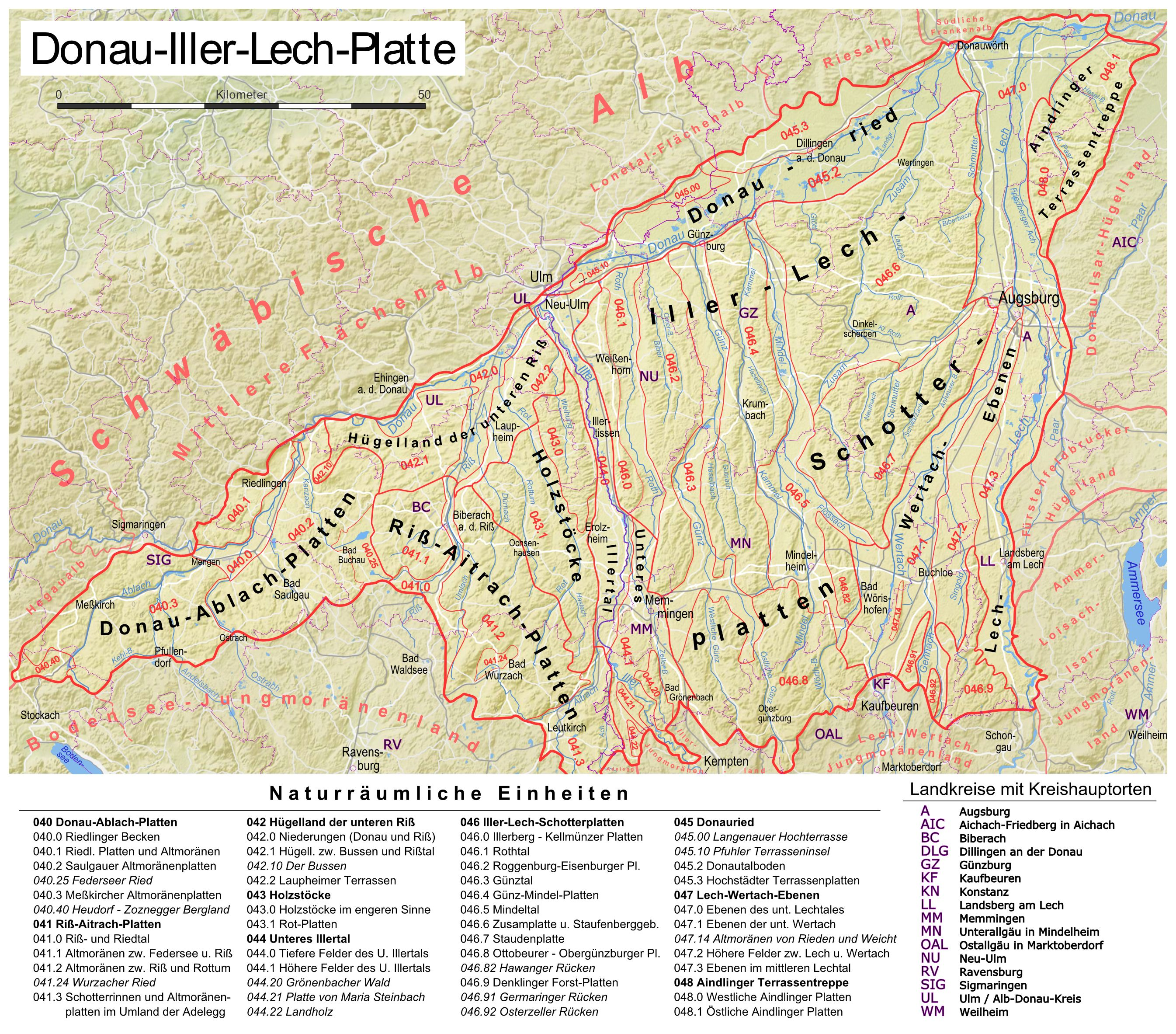
Die Teillandschaften der Donau-Iller-Lech-Platte

Die Donau-Iller-Lech-Platte, auch als Oberschwäbische Hochebene bezeichnet, ist eine Naturräumliche Großregion 3. Ordnung des Alpenvorlandes.
Sie erstreckt sich vom Oberlauf der Donau nach Süden bis zum subalpinen Jungmoränenland und besteht großteils aus Schotterterrassen, die von Nebenflüssen der Donau im Pleistozän abgelagert und später teilweise erodiert wurden. Die Platte bildet ein etwa 5000 km² großes Dreieck mit Sigmaringen im Westen, dessen Ostkante von Donauwörth über Augsburg bis Kaufbeuren reicht.

## Abgrenzung
Im Nordwesten grenzt die Donau-Iller-Lech-Platte (Haupteinheitengruppe 04) an die Schwäbische Alb (09), im äußersten Nordosten an die Fränkische Alb (08) – beide bereits Teil des Südwestdeutschen Stufenlandes. Die Grenze bildet jeweils ungefähr die Donau.
Im Osten grenzen die Donau-Iller-Lech-Platten an das Unterbayerische Hügelland (06) und, weiter südlich, an die Isar-Inn-Schotterplatten (05). Nördlich von Augsburg verläuft die östliche Grenze ungefähr parallel zur Staatsstraße 2035 (Augsburg-Pöttmes-Neuburg an der Donau), südlich von Augsburg östlich des Lechs, ungefähr zwischen Mering, Geltendorf und Schongau.
Südlich grenzt das Subalpine Jungmoränenland (03) an die Donau-Iller-Lech-Platte und wird zentral von den Nagelfluhhöhen und Senken zwischen Bodensee und Wertach (02) mit der Adelegg unterbrochen. Die Grenze zum Jungmoränenland bilden in etwa die Endmoränen der Würmeiszeit.

## Naturräumliche Gliederung
Die Haupteinheitengruppe Donau-Iller-Lech-Platte gliedert sich nach dem Handbuch der naturräumlichen Gliederung Deutschlands wie folgt in Haupteinheiten (dreistellig);
Flächenangaben entsprechen dem Stand von 1953:
- (zum Alpenvorland, Großregion 1. Ordnung)
  - (zum Nördlichen Alpenvorland, Großregion 2. Ordnung)
    - 04 Donau-Iller-Lech-Platte (8325,6 km²)
      - 040 Donau-Ablach-Platten (939,6 km²)
      - 041 Riß-Aitrach-Platten (756,6 km²)
      - 042 Hügelland der unteren Riß (465,6 km²)
      - 043 Holzstöcke (381,9 km²)
      - 044 Unteres Illertal (364,8 km²)
      - 045 Donauried (604,9 km²)
      - 046 Iller-Lech-Schotterplatten (3344,9 km²)
      - 047 Lech-Wertach-Ebenen (1232,7 km²)
      - 048 Aindlinger Terrassentreppe (234,6 km²)

Diese Haupteinheiten zerfallen in den Folgepublikationen der Einzelblätter 1: 200.000 des gleichen Instituts mehrstufig noch einmal in sehr viele Untereinheiten (Nachkommastellen).

### Donau-Ablach-Platten
Die Donau-Ablach-Platten (Haupteinheit 040) liegen ganz in Baden-Württemberg zwischen der Donau bei und oberhalb von Riedlingen, Mühlingen, Pfullendorf, Ostrach, Bad Saulgau und dem Federsee.
Das leicht wellige Hügelland ist eine durch die riß- und mindelkaltzeitlichen Vereisungen des Rheingletschers geprägte Altmoränenlandschaft.
In den Tälern herrschen bis in große Tiefe entkalkte, staunasse Parabraunerden vor, die hauptsächlich durch Wiesen- und Weidewirtschaft genutzt werden. Die Offenlandschaft in Tälern steht in regem Wechsel mit bewaldeten (Fichtenforste) Höhenzügen. Auf günstigen Böden ist auch Ackerbau möglich.
Die Platten werden durch eine gabelförmige Talung, bestehend aus dem Riedlinger Becken (040.0) zwischen Mengen und Riedlingens und dem von Südwesten einmündenden, schmaleren Schwarzachtal der Schwarzach bei Bad Saulgau in drei Segmente zerteilt, deren mit Abstand größtes das südwestliche, beiderseits der Ablach gelegene ist.
Das Riedlinger Becken endet nach Nordosten im engen Durchbruch durch die südlichsten Alb-Ausläufer. Hier ist der Donautalboden von würmeiszeitlichen Schottern des Rheingletscher gefüllt.
Eine Sonderstellung nimmt das Federseer Ried (040.25, auch: Federseebecken) um den Federsee bei Bad Buchau im äußersten Osten der Haupteinheit ein. Es handelt sich um ein ehemaliges Zungenbecken der Rißeiszeit mit den weitflächigen Verlandungsgebieten. Im Süden gehen die Verlandungsgebiete in eine Jungmoräne über. Auf den Verlandungsgebieten wird teilweise extensive Weidewirtschaft betrieben, im Übergangsbereich zwischen den Verlandungsgebieten und der Jungmoräne geht die Röhricht- und Feuchtvegetation in Nadelwaldbestände über. Da der See mit Seetonen und Kiesen teilweise aufgefüllt wurde, war der natürliche Stausee ehemals viel größer.

### Riß-Aitrach-Platten
Die ganz in Baden-Württemberg gelegenen Riß-Aitrach-Platten (Haupteinheit 041) reichen nach Westen bis zu einer Linie Schemmerhofen – Federsee – Bad Waldsee, die Nordgrenze verläuft von Schemmerhofen nach Ochsenhausen. Die Ostgrenze folgt einer Linie Ochsenhausen – Aitrach – Legau, die Südgrenze verläuft von Bad Waldsee nach Leutkirch im Allgäu. Höchste Erhebung ist der Wachbühl (793 m) im Süden; eine namentlich bekannte Teillandschaft ist das Hochgeländ (678 m) im Westen.
Bei der leicht welligen Landschaft handelt es sich um eine rißeiszeitliche End- bzw. Grundmoränenlandschaft.
Im nordwestlichen, von der Riß durchflossenen Teil ist der durch Lößbedeckung begünstigte Ackerbau landschaftsbestimmend, in feuchten Tallagen herrscht Grünlandwirtschaft vor.
Der bis über die Aitrach hinaus reichende Südostteil ist zu großen Anteilen vernässt oder anmoorig; Offenlandcharakter mit Wiesen und Weiden dominiert.
In den Riß-Aitrach-Platten liegt auch das Wurzacher Ried.

### Hügelland der unteren Riß
Das Hügelland der Unteren Riß (auch: Flachland der Unteren Riß, Haupteinheit 042) umfasst das Gebiet zwischen der Donau von Munderkingen bis unmittelbar oberhalb Ulms im Norden, nach Osten schmiegt es sich an die Holzstöcke, im westlichen Süden reicht es nicht ganz bis zur B 312. Die Ostgrenze verläuft vergleichsweise unregelmäßig.
Es handelt sich in der Hauptsache um ein tertiäres Hügelland, das entlang der Niederungen von Riß und Donau von verschieden alten, während der Rißeiszeit entstandenen Schotterterrassen durchsetzt ist.
Aufgrund lehmiger und fruchtbarer Böden überwiegt die landwirtschaftliche Nutzung; vor allem der Ostteil wird sehr intensiv ackerbaulich genutzt.
Das Randtal der Donau im Norden verzweigt sich zum Tal der von Südosten kommenden Riß zum Unter-Naturraum Niederungen (042.0). Sie bilden ausgeräumte Becken von Riedflächen, wobei die Rißniederung etwas mooriger ist als die zwei Becken bildende Donauniederung.
Das Rißtal zerschneidet die höher gelegenen Teile in einen die Holzstöcke abdachenden Ostflügel (Altmoränengebiet zwischen Riß und Rottum, 042.2) um Laupheim und einen Westflügel (Altmoränenplatten zwischen Federseebecken und Rißtal, 042.1). Der Westflügel ragt mit einem bogenförmigen, nach Süden offenen Westausläufer zum Bussen bis kurz vor das Riedlinger Becken. Der Süden ist jeweils insgesamt weniger von Tälern zerschnitten als der Norden.

### Holzstöcke
Die Holzstöcke (Haupteinheit 043) liegen ganz im Osten Baden-Württembergs, zwischen Senden, Aichstetten, Ochsenhausen und Laupheim.
Die leicht hügelige Landschaft ist Teil der eiszeitlich geprägten Terrassenlandschaften zwischen Riß und Iller, wobei sie das Tal des zweitgenannten Flusses im Osten unmittelbar einrahmt. Sie wird durch zahlreiche Muldentäler und Schmelzwasserrinnen gegliedert.
Die Böden der größtenteils offenen Landschaft sind zumeist lehm- und lössbedeckt und werden als Grünland, zum Teil auch ackerbaulich, genutzt. Die höher gelegenen Teile sind lehmfrei, entkalkt und bewaldet (Fichtenforste). Es besteht eine enge Verzahnung zwischen Offenland und Waldgebieten.
Die Holzstöcke sind vergleichsweise unzerschnitten und bilden einen recht homogenen Naturraum.

### Unteres Illertal
Das im Westteil in Baden-Württemberg, im größeren Ostteil in Bayern gelegene Untere Illertal (Haupteinheit 044) erstreckt sich am Tal der Iller von Altusried und Dietmannsried bis zur Mündung in die Donau in Neu-Ulm, wobei Memmingen den zentralen Ort darstellt.
Die sehr flachgründige Landschaft stellt ein breites, während und nach den Eiszeiten durch große Mengen an Schottern aufgefülltes Tal dar.
Der Norden der Landschaft wird auch ackerbaulich genutzt, während im Süden Grünland vorherrscht.
Im südlichen Teil quert das bis zum Tertiärsockel eingetiefte Illertal die Jung- und Altmoränenablagerungen. Teilweise besteht ein durchgehender Auwaldgürtel, teilweise sind Vermoorungen noch vorhanden.

### Donauried
Das Donauried (Haupteinheit 045) ist eine große Niedermoor-Ebene an der Donau zwischen Neu-Ulm im Westen und Donauwörth im Osten mit Dillingen im Zentrum. Es liegt größtenteils in Bayern, ein kleinerer Teil im Nordwesten jedoch auch in Baden-Württemberg.
Es handelt sich bei der sehr flachwelligen Landschaft um eine würmeiszeitliche, zum Teil vermoorte Kiesebene.
Grünlandnutzung und Ackerbau überwiegen flächenmäßig auf den noch natürlichen Riedbereichen. Im Bereich des Donaurieds gibt es auffällig viele Baggerseen.

### Iller-Lech-Schotterplatten
Die Iller-Lech-Schotterplatten (Haupteinheit 046) liegen ganz im Westen Bayerns. Ihr Norden folgt nach Nordosten in etwa der Grenze Neu-Ulm – Nersingen – Günzburg – Offingen – Holzheim – Wertingen – Mertingen, im Osten sind die Täler des (unteren) Lech (mit Augsburg) und Wertach (nach Süden über Türkheim bis Kaufbeuren) Grenzen.
Die Südgrenze des Hauptteils verläuft von Kaufbeuren westwärts nach Obergünzburg, um dann nordwestwärts nach Memmingen abzubiegen, von wo aus die Grenze entlang des Tals der Iller nordwärts bis Neu-Ulm verläuft.
Räumlich getrennt vom Hauptteil existiert ein absolut gesehen höherer Südostteil (Denklinger Forst-Platten, 046.9) nordwestlich Schongaus, von dem sich aus ein Riedel nach Norden bis zum Stoffersberg westlich Landsbergs zieht.
Zwischen Iller und Lech wird die Landschaft, von Westen nach Osten, durch die ebenfalls nach Norden entwässernden Täler der Flüsse Roth, Mindel, Günz, Zusam und Schmutter in flachwellige Riedel und Schotterplatten gekammert. Im Mindel- und im Günztal wird Kies abgebaut, die Niedermoore wurden weitgehend trockengelegt. Der nordöstliche Teil wird insbesondere von Schmutter und Zusam in flachwellige Platten und Riedel gegliedert, wobei Vermoorungen in den Talböden der zum Teil asymmetrisch ausgebildeten Täler nicht selten sind.
Der räumlich abgetrennte Südostteil wird im Norden durch die Hochterrassenschotter des Lech geprägt, im Süden durch rißzeitliches Moränenmaterial, das den tertiären Sockel bedeckt.
Der Deckenschotter wird zum Teil von Löss überlagert. Die Riedel sind bedeckt mit Wald (vor allem Fichtenforste), die Flusstäler werden im Norden primär für Ackerbau, im Süden mehr für Grünlandwirtschaft genutzt.
Im Nordostteil herrscht ein relativ hoher Wald- und Grünlandanteil (auf der Staudenplatte höher als in dem nördlicher gelegenen Gebiet der Zusamplatten und Stauffenberggebietes). Fichtenforste dominieren die Wälder.
Der östlich des Tals der Mindel gelegene Nordosten gliedert sich in Zusamplatte und Stauffenberggebiet (ursprünglich nur: Zusamplatte, 046.6, Norden) und Staudenplatte (046.7, sich südlich, rechts der oberen Zusam bzw. der mittleren Schmutter anschließend), um deren Gebiet der Naturpark Augsburg – Westliche Wälder ausgerichtet ist. Zwischen der Zusamplatte im engeren Sinne (im äußersten Norden) und der Staudenplatte liegt das Gebiet um den Stauffersberg und die Ausraumlandschaft des Dinkelscherbener Beckens (046.63) bei Dinkelscherben, die durch Reliefumkehr im Gebiet einer Altwasserscheide entstanden ist.
Staufenberggebiet (Bibereiszeit), Zusamplatte (Günzeiszeit) und Staudenplatte (Donaueiszeit) werden erdzeitalterlich als ältest- oder altpleistozäne Lager fluvioglazialer Schotter voneinander unterschieden.
Der räumlich getrennte Südostteil (Denklinger Forst-Platten, 046.9) beherbergt eine reine Waldlandschaft (vor allem Fichtenforste).

### Lech-Wertach-Ebene
Bei der Lech-Wertach-Ebene (Haupteinheit 047) handelt es sich um eine ganz im Westen Bayerns gelegene Niederungslandschaft um den Lech und seinen linken (westlichen) Zufluss Wertach, die auch das dazwischen liegende Lechfeld beinhaltet.
Den östlichen Rahmen der Lech-Wertach-Ebene bildet das Lechtal von nördlich Schongaus über Augsburg bis zur Mündung in die Donau. Nördlich von Augsburg zählt auch das westlich parallele Tal der unteren Schmutter zum Naturraum, südwestlich der Stadt folgt die Grenze der Wertach flussaufwärts über Bobingen bis unmittelbar nördlich Kaufbeurens. Zwischen Kaufbeuren und Schongau wird die Landschaft durch die sich nach Norden ziehenden Riedel der Denklinger Forst-Platten unterbrochen, die einen räumlich getrennten Ausläufer der Iller-Lech-Schotterplatten (Haupteinheit 046) darstellen.
Die Niederterrassenlandschaft zwischen der Wertach im Südwesten und dem mittleren Lech im Osten wird durch die Gennach und die Singold gegliedert. Die Auen und Niederterrassen sind teilweise vermoort.
Ab Klosterlechfeld sind am Lech großflächige postglaziale Schotter abgelagert. Ab Augsburg bildet der Fluss ein breites Kastental mit Schotterterrassen unterschiedlichen Alters; die Stufe zwischen den Niederterrassen und den lössbedeckten Hochterrassen ist 8 bis 10 Meter hoch.
Die Hochterrassen wurden intensiv landwirtschaftlich genutzt, wobei im Süden Grünland vorherrscht, während nach Norden hin der Ackerbau deutlich zunimmt. Brennen sind von Kiefernforsten bedeckt.
Entlang des Lechs besteht ein fast noch geschlossenes Auwaldband. Die Niederterrassen sind teilweise von den für das Gebiet charakteristischen Heiden mit Kalkmagerrasen- und Streuwiesenpflanzengesellschaften bewachsen.

### Aindlinger Terrassentreppe
Die ganz in Bayern gelegene Aindlinger Terrassentreppe (Haupteinheit 048) zieht sich, westlich durch das Lechtal von nördlich Augsburgs bis zu seiner Mündung in die Donau und nördlich durch die Donau begrenzt, von Aindling aus nordostwärts. Ihre östliche Grenze zum Donau-Isar-Hügelland im äußersten Nordwesten des Unterbayerischen Hügellandes zieht sich parallel zur Staatsstraße 2035 (Augsburg-Pöttmes-Neuburg an der Donau).
Die hügelige, nach Osten hin ansteigende Hochschotterplatte wird durch tief eingeschnittene, meist asymmetrische Bachtäler gegliedert.
Die Böden sind von einer dicken Lößschicht bedeckt. Die Talböden werden als Grünland genutzt, ansonsten überwiegt Ackerbau.

### Östliche Fortsetzung
Die Donau-Iller-Lech-Platten werden nach Osten durch die Großregion Isar-Inn-Schotterplatten (Gruppe 05) fortgesetzt, die jedoch in Nord-Süd-Richtung deutlich schmäler ausfallen. Unmittelbar östlich des Lechs zwischen Reichling und Merching zieht sich der nach Süden offene Altmoränenbogen des Fürstenfeldbrucker Hügelland mit den Landsberger Platten im Westen um das Ammer-Loisach-Hügelland.
Der nördliche Osten der Donau-Iller-Lech-Platten indes geht in das im Relief deutlich unterschiedene Unterbayerische Hügelland (06) über.

## Landschaftssteckbriefe des BfN
Das Bundesamt für Naturschutz (BfN) hat die Feingliederung des Instituts für Landeskunde deutschlandweit noch einmal nach nicht genau naturräumlichen Kriterien zu „Landschaften“ zusammengefasst, wobei für eine Haupteinheit, je nach Komplexität, zwischen einem und fünf Landschaftssteckbriefen verfasst wurden. Diese dienten in erster Linie einer Bestandsaufnahme über Schutzgebiete und Landnutzung. Die Grenzen folgen teils naturräumlichen, teils sind sie nach anderen Kriterien gezogen. Insbesondere die Ballungsräume – im vorliegenden Falle Ulm und Augsburg – sind getrennt ausgewiesen und bei den Flächenangaben nicht in den Naturraum eingerechnet.
Folgende Landschaftssteckbriefe existieren im Bereich der Donau-Iller-Lech-Platte:
- Donautal zwischen Mengen und Ulm Unteres Risstal (208 km²)
  - → 040.0, 040.23; Durchbruchstal durch 040.20, 095.24 und 042.12; 042.0
- Donau-Ablach-Platten (811 km²; dreiteilig)
  - → 040 ohne Niederungen,
- Westliche Riss-Aitrach-Platten (289 km²)
  - → Nordwestteil von 041
- Östliche Riss-Aitrach-Platten (468 km²)
  - → Südostteil von 041 ab Eberhardzell
- Westliches Flachland der unteren Riss (162 km²)
  - → 042.1, Südrand von 095.24
- Östliches Flachland der unteren Riss (106 km²)
  - → 042.2
- Holzstöcke (412 km²)
  - → 043
- Untere Felder des Unteren Illertals (245 km²)
  - → Norden von 044 ab einschließlich Memmingens
- Höhere Felder des Unteren Illertals (191 km²)
  - → Süden von 044
- Donauried (613 km²)
  - → 045 ohne Ulm
- Ulm (mit Neu-Ulm; 62 km²)
  - → äußerster Westen von 045, Osten von 095.10
- Untere Iller-Lech-Schotterplatten (1179 km²)
  - → Norden von 046 (ohne 046.6/7/8)
- Obere Iller-Lech-Schotterplatten (751 km²), nach Norden in Riedeln bis östlich Babenhausens reichend
  - → Süden von 046 (ohne 046.6/7/8)
- Zusamplatten und Staufenberggebiet (785 km²)
  - → 046.6
- Staudenplatte (363 km²)
  - → 046.7
- Sachsenrieder und Denklinger Rotwald (82 km²)
  - → in etwa 046.9, jedoch ohne Grat zum Stoffersberg
- Untere Lech-Wertach-Ebene (145 km²)
  - → Nordteil von 047.1/2 ohne Augsburg
- Obere Lech-Wertach-Ebene (438 km²)
  - → Südteil von 047.1/2, nach Norden in der zentralen Terrasse bis Schwabmünchen reichend
- Lechtal (618 km²)
  - → 047.0/3 ohne Augsburg
- Augsburg (232 km²)
  - → Aindlinger Terrassentreppe (252 km²)